# Fuente de la vida

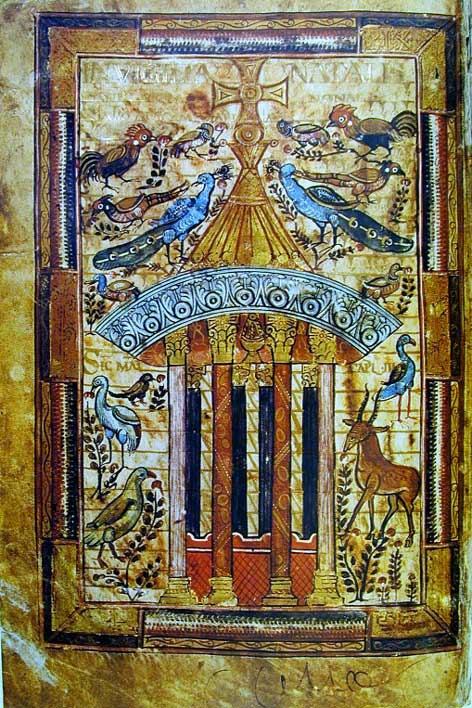
Evangeliario de Godescalco, que conmemora el bautismo del hijo de Carlomagno en Roma en 781 con una imagen de la Fuente de la Vida.

La Fuente de la Vida, o en su forma anterior Fuente de Agua Viva', es un símbolo de la iconografía cristiana asociado al bautismo y/o a la eucaristía, que aparece por primera vez en el siglo V en manuscritos iluminados y posteriormente en otras formas artísticas como pintura sobre tabla.

## Fuente bautismal
El símbolo suele representarse como una fuente encerrada en una estructura hexagonal rematada por una cúpula redondeada y sostenida por ocho columnas. La fuente de aguas vivas, fons vivus es una pila bautismal (una fuente de agua en la que uno es bautizado, y por lo tanto renace con Cristo), y a menudo está rodeada de animales asociados con el Bautismo como el hart. La pila bautismal representa probablemente el Baptisterio octogonal de Letrán. Baptisterio de Roma, consagrado por el papa Sixto III (432-440), que se asoció iconográficamente con la fuente del agua de la vida mencionada en el Libro del Apocalipsis, cap 21; versículo 6. 
. 

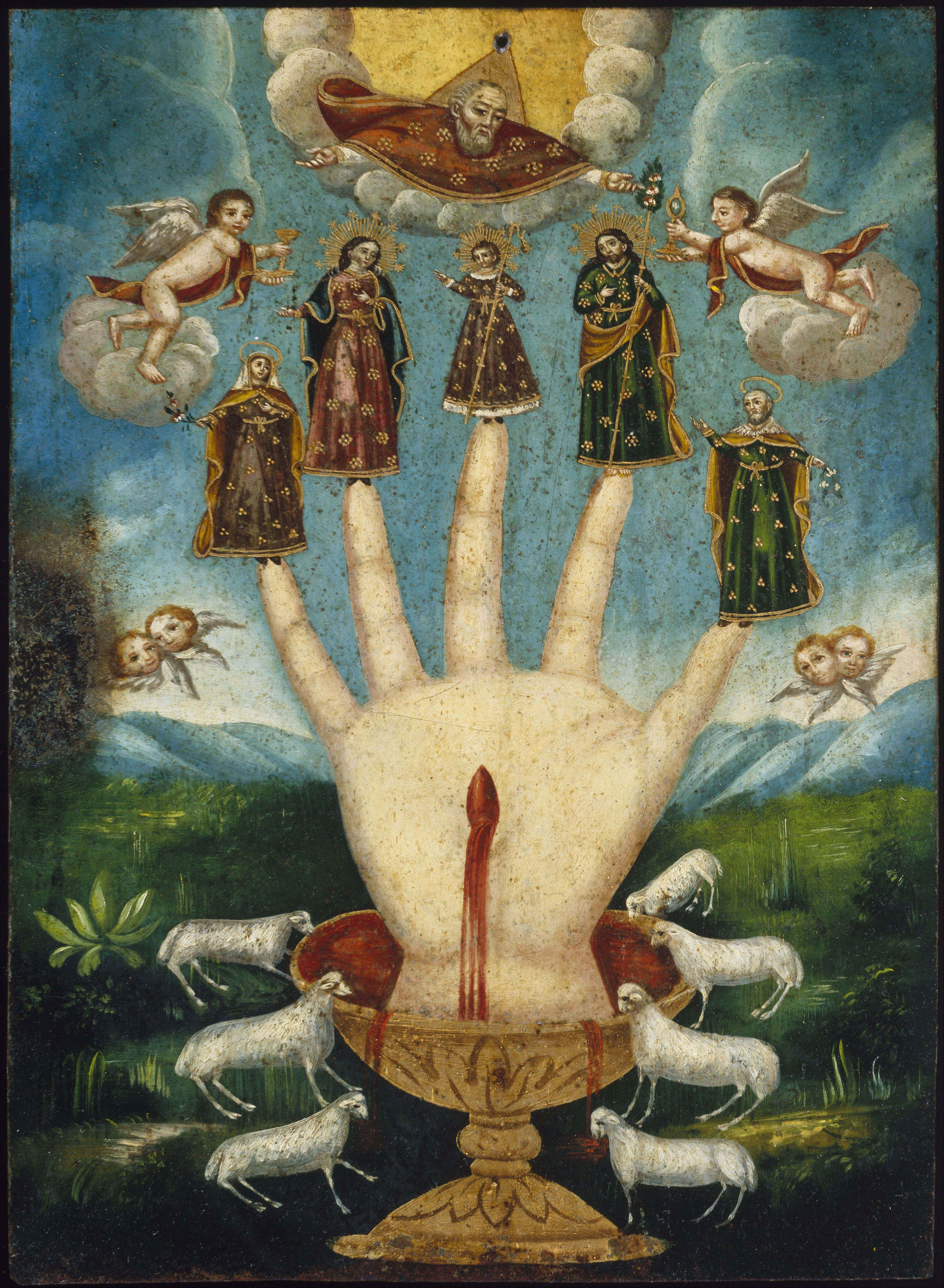
El icono de la fuente de sangre en una pintura mexicana, siglo XVIII (Brooklyn Museum)

Los mejores ejemplos datan de la época carolingia: el Evangeliario de Godescalco realizado para conmemorar el bautismo del hijo de Carlomagno en 781, y en los Evangeliario de Soissons.

## Fuente de sangre
En el Políptico de Gante La Adoración del Cordero de Jan van Eyck (1438), el Cordero de Dios está de pie sobre un altar vestido como para la Misa de la Preciosa Sangre, con un frontal rojo sangre: la sangre del Cordero está recogida en un cáliz, y su intención eucarística está señalada por la paloma del Espíritu Santo que está encima. En primer plano, ofreciendo los otros medios de gracia, está la Fuente del Agua Viva rodeada de fieles. En el Prado, Madrid, se encuentra la Fuente de Agua Viva que emana del Cordero de Dios, en la que la fuente abierta se incrusta en el muro exterior del Cielo. Que el agua no es simplemente el agua purificadora del bautismo lo demuestran las innumerables hostias que flotan sobre su superficie: los dos sacramentos se representan como uno solo.
.

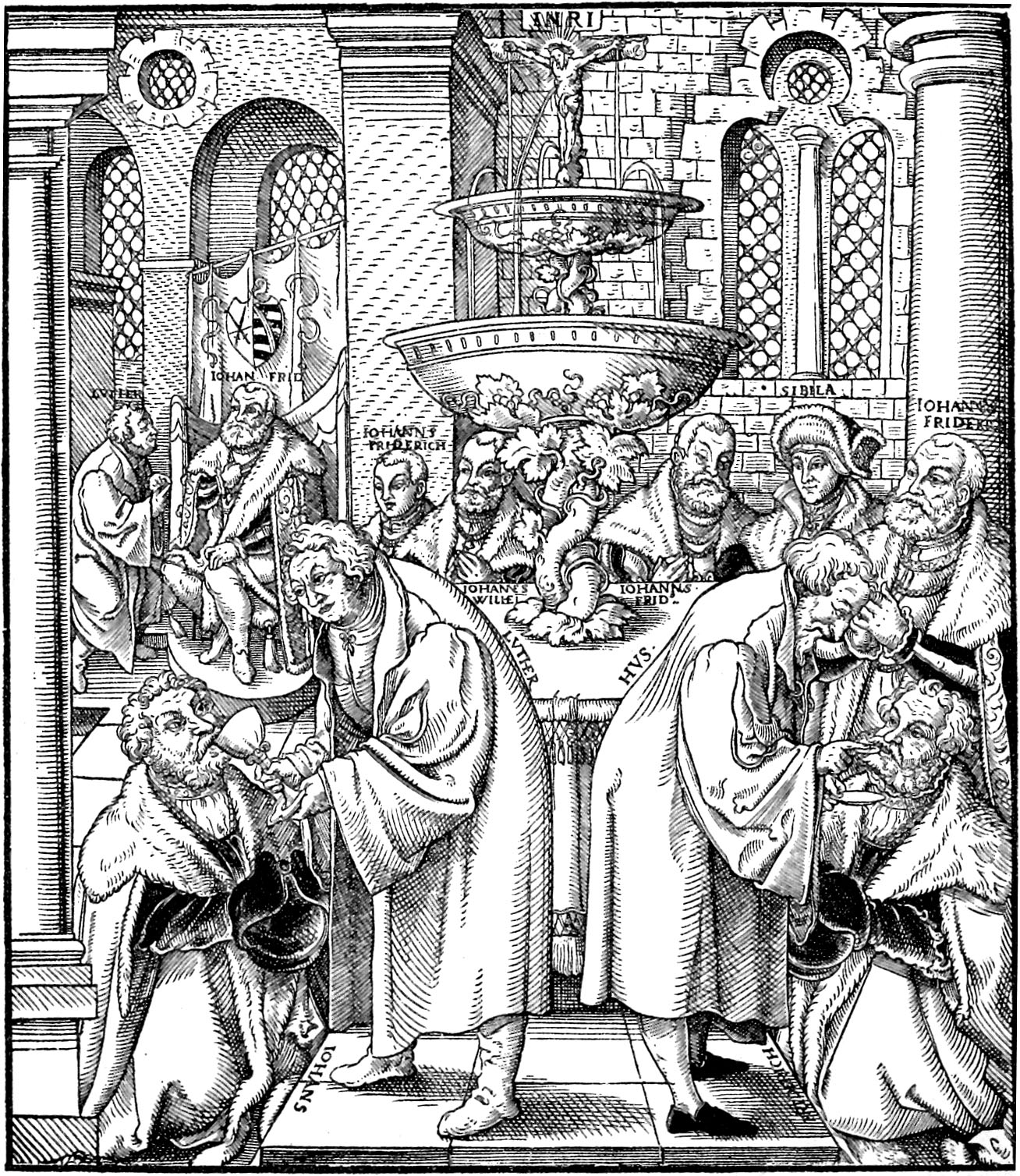
Representación alegórica de la Unión sacramental, la doctrina luterana de la Presencia real de Cristo en la Eucaristía, según una xilografía de Lucas Cranach el Viejo (hacia 1550). En el anverso se representa la Comunión bajo las dos especies con (a la izquierda) Martín Lutero dando el cáliz a Juan de Sajonia y a la derecha Jan Hus dando el pan eucarístico a Federico III de Sajonia (Federico el Sabio). Al fondo una Fuente de Agua Viva: La sangre de las Cinco Santas Llagas de Cristo se derrama en una fuente sobre el altar

En una miniatura de un Libro de Horas, probablemente pintada en Gante a finales del siglo XV, la Fuente de Agua Viva ha dado paso a una fuente de sangre, la Fuente de la Vida, en la que la figura de Cristo se alza sobre un pedestal gótico en el centro y llena la fuente de sus heridas, aunque la aureola que lo rodea lo identifica como Cristo transfigurado y el lugar como Paraíso.

## Sangre de las Cinco Santas Llagas
En Flandes, a finales de la Edad Media, una intensa devoción a la  Preciosa Sangre de Cristo dio lugar a una tradición iconográfica de los siglos XV y XVI, que convirtió el concepto teológico de Gracia, expresando el dogma católico romano alegóricamente como una fuente de sangre. Esta transformación fue abordada por primera vez por Evelyn Underhill en 1910, tomando como punto de partida una Asamblea de los Santos y la Fuente de la Vida de 1596 en Gante, en el que la sangre de las Cinco llagas de Jesucristo de Cristo fluye hacia la cuenca superior de una "Fuente de la Vida" y sale a través de aberturas en la "Fuente de la Misericordia" inferior. Santos y mártires, patriarcas y profetas sostienen cálices dorados de sangre, que algunos vacían en la fuente. Abajo, los fieles extienden sus corazones para recibir las gotas de sangre.